# RH
rH – wielkość wyrażająca potencjał oksydoredukcyjny danego układu.
Oblicza się go według wzoru: {\displaystyle rH=-log([H_{2}])} i jego wartość podawana jest bez jednostki. Można jednak podawać go w woltach (V) po przeliczeniu na potencjał elektryczny układu.